# Microsema subobscurata
Microsema subobscurata là một loài bướm đêm trong họ Geometridae.